# AMZ Dzik
Le Dzik (polonais : Sanglier) est un véhicule d'infanterie multiusage de 4,5 tonnes fabriqué en Pologne.

## Caractéristiques
Produit par les ateliers de la firme AMZ-Kutno Ltd., dans la ville de Kutno, Pologne, il est conçu pour servir aussi-bien dans des rôles de patrouille que d'intervention, en tant que véhicule de transport de troupes blindé, au sein des forces de police ou de maintien de la paix.
Son blindage apporte une protection contre les projectiles d'un calibre allant jusqu'à 7,62 mm. Le Dzik-3 possède également des vitrages pare-balles, des pneus increvables et des lance-pots fumigènes. Sur son pourtour, des trappes de tir (sortes de trous de serrure équipés de clapets amovibles) permettent aux soldats d'utiliser leurs armes personnelles contre l'ennemi.
Les Dzik's sont mus par un moteur turbocompressé-Diesel d'une cylindrée de 2 797 cm3 développant une puissance de 146 ch (107 kW).

## Variantes
Le Dzik est disponible en quatre versions, toutes basées sur le même châssis :
- Dzik-AT ((pl) Anty Terrorystyczny : Antiterroriste), avec 3 portes, de l'espace pour 8 passagers et dotée de 10 trappes de tir (firing ports)[2].
- Dzik-2, avec 5 portes, de l'espace pour 8 passagers, 10 trappes de tir et une tourelle-mitrailleuse rotative sur le toit[3].
- Dzik-3 (aussi connue en Irak sous la désignation « Ain Jaria 1 »), avec 4 portes, de l'espace pour 11 soldats, 13 trappes de tir, une tourelle-mitrailleuse et deux lance-grenades-fumigènes doubles sur le toit[4].
- Dzik Cargo, avec 2 portes, 2 trappes de tir, de l'espace pour 3 personnes et un compartiment cargo[5].

Les clients potentiels peuvent aussi obtenir des Dzik's en version ambulance ou antiaérienne ,
De nombreux Dzik-AT ont été achetés par le Ministère de l'Intérieur polonais et ont pour but de remplacer les transporteurs BTR-60, devenus obsolètes, dans le rôle de véhicules antiterroristes au sein des forces intérieures polonaises.
Les Dzik-2 sont eux utilisés par la Żandarmeria Wojskowa polonaise (police militaire), et sont surtout connus grâce à leur surnom, « Gucio », le diminutif de Gustav.
Le Dzik-3 a été spécifiquement conçu pour répondre aux attentes et besoins de la nouvelle armée irakienne, au sein de laquelle il est devenu le transport de troupes blindé standard. En 2006, 600 exemplaires en furent commandés, avec une option sur une extension du nombre pouvant atteindre le millier d'unités, voire plus.

## Utilisateurs
Pologne
- Samodzielny Pododdział Antyterrostyczny (SPAP) - Dzik-AT
- Żandarmeria Wojskowa - Dzik-2 (« Gucio »)
- Forces armées polonaises - Dzik-3

 Irak
- Forces armées irakiennes - Dzik-3

## Galerie photo

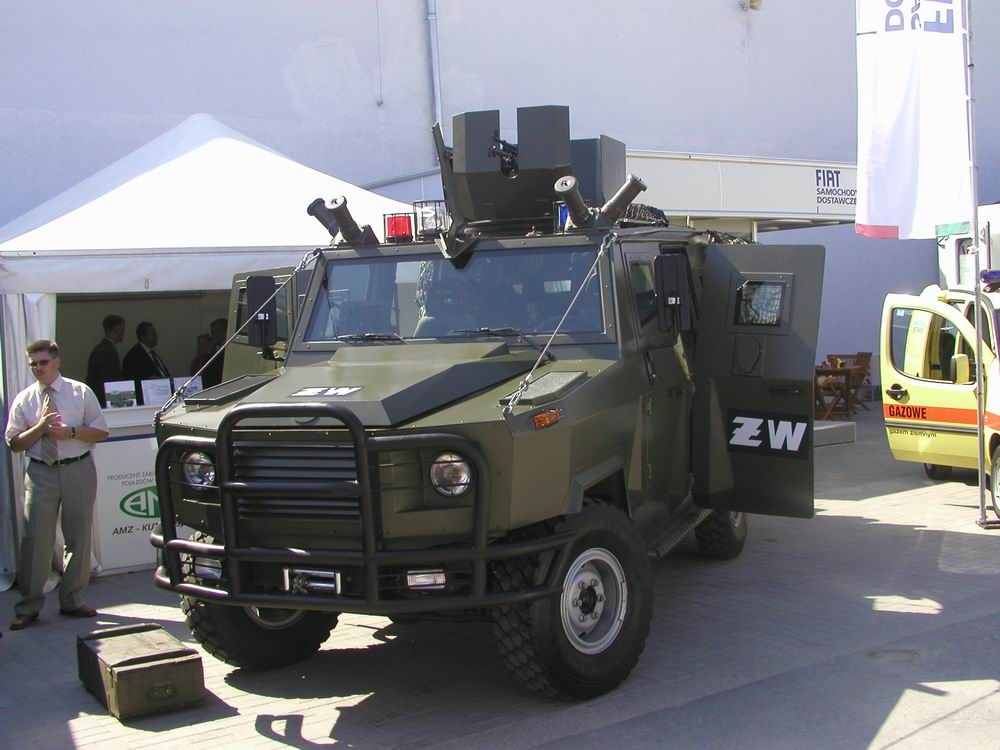
Un Dzik-2 aux couleurs de la police militaire polonaise.
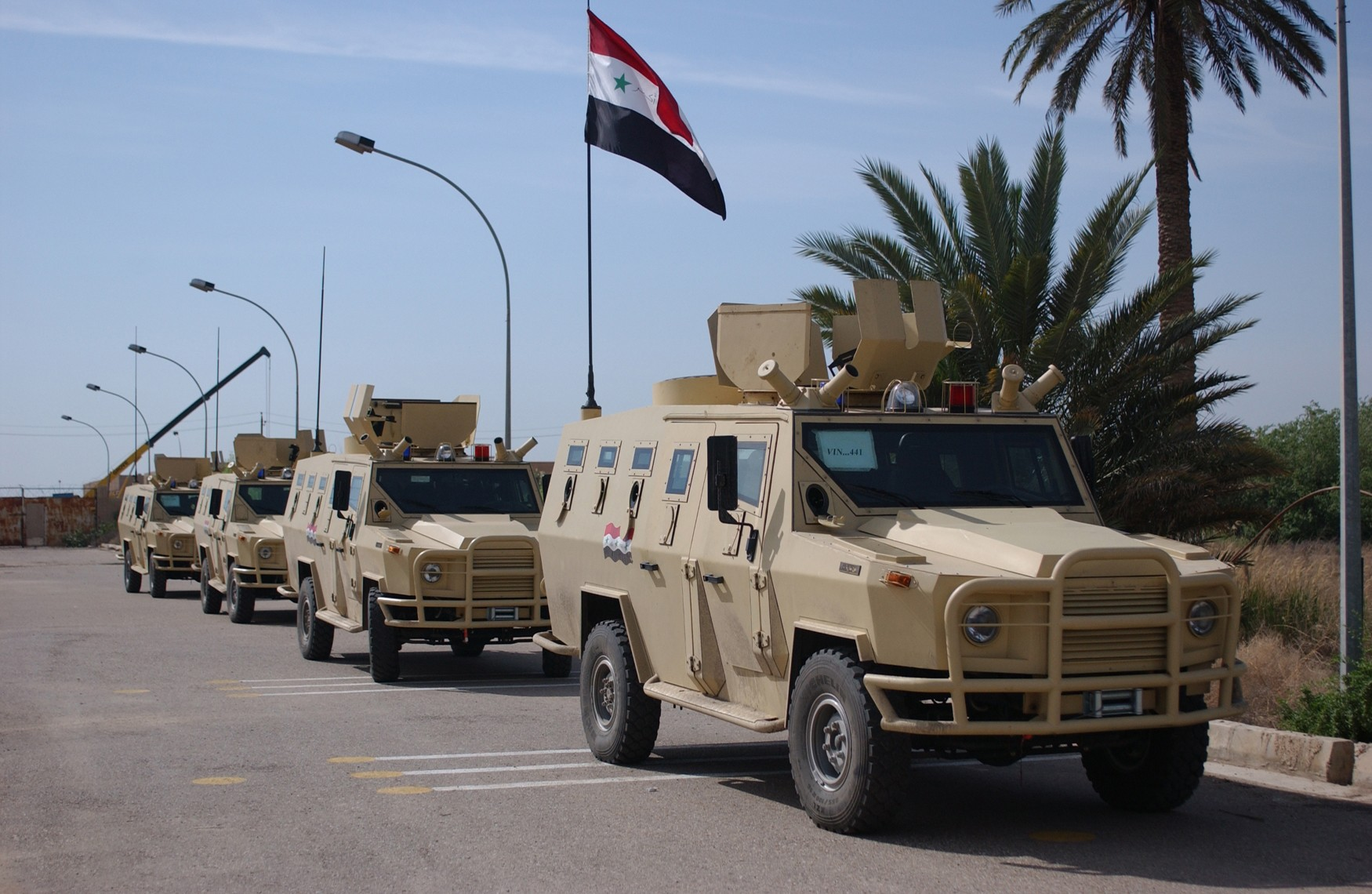
Des Dzik-3 irakiens.